# Ficus guaranitica
Ficus guaranitica är en mullbärsväxtart som beskrevs av Chod.. Ficus guaranitica ingår i släktet fikonsläktet, och familjen mullbärsväxter. Inga underarter finns listade i Catalogue of Life.